# 天主教多魯馬-楝古教區
天主教多魯馬-楝古教區（拉丁語：Dioecesis Dorumaënsis-Dunguensis）是剛果民主共和國一個羅馬天主教教區，屬基桑加尼總教區。
教區前身是多魯馬宗座監牧區，成立於1958年2月24日，1967年9月26日升為教區。1970年7月3日易名至今。
2006年有教友362,743人（佔轄區總人口73.7%）、十一個堂區、三十九名司鐸。現任教區主教為理查尔·东巴·马迪耶。